# Vittore Branca
Pour les articles homonymes, voir Branca.
Vittore Branca (Savone, 9 juillet 1913 - Venise, 28 mai 2004) est un philologue et critique littéraire italien, qui fut au XXe siècle l'un des plus éminents spécialistes de Boccace.

## Biographie
Vittore Branca fut professeur émérite de Littérature italienne à l'Université de Padoue jusqu'à sa mort. Il dirigea, avec Giovanni Getto, la revue littéraire Lettere italiane, fondée en 1949.

## Œuvres
Critique et histoire de la littérature
- Il cantare trecentesco, Florence, 1936
- Storia della critica al Decameron, Rome, 1939
- Note sulla letteratura religiosa del Trecento, Florence, 1939
- « Note per una storia dell'anima del Manzoni », Convivium, XIII, 1941
- Mistici del Duecento e del Trecento, Rome, 1942
- Emilio De Marchi e il realismo meditativo, Brescia, 1946
- Alfieri e la ricerca dello stile, Florence, 1947
- Storia delle raccolte di rime e delle collezioni dei Classici, in Orientamenti e problemi di letteratura italiana, Milan, 1948
- Il cantico di Frate Sole, Florence, 1950
- Boccaccio medievale, Florence, 1956
- Tradizione delle opere di Giovanni Boccaccio, Rome, 1958
- Civiltà letteraria d'Italia, Florence, 1962
- l'Incompiuta Seconda Centuria di Angelo Poliziano, Florence, 1962
- Umanesimo europeo e umanesimo veneziano : saggi propri e saggi altrui raccolti da Vittore Branca, Florence, 1964
- Poetica del rinnovamento e tradizione agiografica nella Vita Nuova, in Miscellanea Italo Siciliano, Florence, 1966
- Rinascimento europeo e rinascimento veneziano, Florence, 1967
- « Fulvio Testi en la Corte de Urbano VIII y Felipe IV », Revista de Occidente, Madrid, 1969
- I nuovi metodi della critica, Rome, 1970
- Sebastiano Ciampi, Varsovie, 1970
- Occasioni manzoniane, Venise, 1973
- Concetto, storia, miti e immagini del Medioevo, Florence, 1973
- avec Jean Starobinski, Filologia, critica, storia, Milan, 1978
- Alfieri e la ricerca dello stile con cinque nuovi saggi, Bologne, 1979
- L'Umanesimo veneziano, in Storia della cultura veneta, vol. 3, Vicence, 1980
- Poliziano e l'Umanesimo della parola, Turin, 1983
- Boccaccio visualizzato, Florence, 1985
- Mercanti e scrittori, Milan, 1986
- l'Esopo toscano, Venise, 1989
- l'Esopo veneto, Padoue, 1992
- Giovanni Boccaccio : profilo biografico, Florence, 1997

Œuvres de fiction
- Un sogno, Florence, 1983
- Ponte Santa Trinita, Venise, 1988

## Honneurs et distinctions
- Médaille d'or du CNL de Toscane
- Médaille d'or des Benemeriti della Cultura
- Cavaliere di Gran Croce dell'Ordine al Merito della Repubblica
- Officier de la Légion d'honneur
- Commendatore dell'Ordine della Polonia « restituita »
- Médaille d'or pour la Cultura
- Commendatore dei S.O. di Malta
- Prix Antonio-Feltrinelli pour l'histoire et la critique littéraire, Accademia Nazionale dei Lincei, Rome, en 1982
- Citoyen d'honneur de la ville de Florence (2002)

Il a également été fait docteur honoris causa des universités suivantes : 
- Budapest (1967)
- New York (1973)
- Bergame (1973)
- Paris : Sorbonne (1976)
- Montréal : Université McGill (1985)
- Cologne (1998)

### Notices d'autorité
- Notices d'autorité :   - VIAF
  - ISNI
  - BnF (données)
  - IdRef
  - LCCN
  - GND
  - Italie
  - CiNii
  - Espagne
  - Belgique
  - Pays-Bas
  - Pologne
  - Israël
  - NUKAT
  - Catalogne
  - Vatican
  - Australie
  - Norvège
  - WorldCat